# Smokowo (województwo pomorskie)
Smokowo (kaszub. Smòkòwò) – wieś w Polsce, położona w województwie pomorskim, w powiecie kartuskim, w gminie Stężyca.
Miejscowość leży na Pojezierzu Kaszubskim, na obszarze Kaszubskiego Parku Krajobrazowego i Szwajcarii Kaszubskiej. Wchodzi w skład sołectwa Zgorzałe. 
| SIMC    | Nazwa    | Rodzaj    |
| ------- | -------- | --------- |
| 0174243 | Uniradze | część wsi |

W latach 1975–1998 miejscowość administracyjnie należała do województwa gdańskiego.
Smokowo 31 grudnia 2011 r. miało 27 stałych mieszkańców.